# Labor de Peralta
Labor de Peralta es una localidad del estado mexicano de Guanajuato. Es parte del municipio de Abasolo.

## Demografía
| Gráfica de evolución demográfica |
|                                  |

| Censo | Población |
| ----- | --------- |
| 1900  | 626       |
| 1910  | 706       |
| 1921  | 550       |
| 1930  | 651       |
| 1940  | 775       |
| 1950  | 961       |
| 1960  | 1 363     |
| 1970  | 1 910     |
| 1980  | 1 721     |
| 1990  | 1 919     |
| 2000  | 1 760     |
| 2010  | 1 418     |
| 2020  | 1 366     |